# 리디아 고
리디아 고(영어: Lydia Ko 리디아 코[*], 1997년 4월 24일~) 또는 한국명 고보경(高寶璟)은 대한민국 태생 뉴질랜드의 골프 선수이다. 2015년 18세의 나이로 여자 골프 세계 랭킹 1위에 등극, 역대 LPGA 최연소 세계 랭킹 1위 선수가 되었다.

## 경력
대한민국 서울특별시 동작구 대방동에서 출생하였고 6살 때 뉴질랜드로 이민을 갔다. 한국에 있던 시절인 5살 때부터 골프를 시작하였고 뉴질랜드로 이민한 후 고의 부모는 골프장과 가까운 위치로 집을 이사할 만큼 딸의 꿈을 지원하는데 열정적이었다. 리디아 고는 9세 때 첫 대회에 출전하였고, 2012년 1월 ALPG 투어에서 만 14세 최연소로 우승을 차지해 세간의 주목을 받았다.
고는 2014년 10월 타임지에서 선정한 '2014년 가장 영향력 있는 10대 25명' 중의 한 명으로 뽑혔다. 타임지는 안니카 소렌스탐의 말을 인용해, 리디아 고가 한국과 뉴질랜드 뿐 아니라 전 세계에서 주목을 받는 골프 선수라고 평가했다. 116년 만에 골프가 올림픽 정식 종목에 채택되자 2016 리우 올림픽 여자 골프에 참가하여 은메달을, 2020 도쿄 올림픽에서는 동메달을 획득하였다. 이후 2024 파리 올림픽에서 금메달을 수상하며 올림픽 골프 최초로 메달 슬램을 달성하였다.

## 학력
- 뉴질랜드 파인허스트고등학교 졸업
- 고려대학교 문과대학 심리학과 졸업

## 프로 우승

### LPGA 투어 우승 (23)
| 범례            |
| 메이저 대회 (3) |
| 일반 대회(20)   |

| No. | 날짜             | 대회                                 | 최종 점수       | 파  | 2위와의 차이 | 2위                               |
| --- | ---------------- | ------------------------------------ | --------------- | --- | ------------ | --------------------------------- |
| 1   | 2012년 8월 26일  | CN 커네이디언 위민스 오픈            | 68-68-72-67=275 | −13 | 3타          | 박인비                            |
| 2   | 2013년 8월 25일  | CN 커네이디언 위민스 오픈            | 65-69-67-64=265 | −15 | 5타          | 카린 이셰르                       |
| 3   | 2014년 4월 27일  | 스위잉 스커츠 LPGA 클래식            | 68-71-68-69=276 | −12 | 1타          | 스테이시 루이스                   |
| 4   | 2014년 7월 20일  | 마라톤 클래식                        | 67-67-70-65=269 | −15 | 1타          | 유소연                            |
| 5   | 2014년 11월 23일 | CME 그룹 투어 챔피언십               | 71-71-68-68=278 | −10 | 플레이오프   | 카를로타 시간다 훌리에타 그라나다 |
| 6   | 2015년 2월 22일  | ISPS 한다 위민스 오스트레일리언 오픈 | 70-70-72-71=283 | −9  | 2타          | 양희영                            |
| 7   | 2015년 4월 26일  | 스위잉 스커츠 LPGA 클래식 (2)        | 67-72-71-70=280 | −8  | 플레이오프   | 모건 프레슬                       |
| 8   | 23 Aug 2015      | 커네디언 퍼시픽 위민스 오픈 (3)      | 67-68-69-72=276 | −12 | 플레이오프   | 스테이시 루이스                   |
| 9   | 13 Sep 2015      | 에비앙 챔피언십                      | 69-69-67-63=268 | −16 | 6타          | 렉스 톰슨                         |
| 10  | 2015년 10월 25일 | 푸본 LPGA 타이완 챔피언십            | 69-67-67-65=268 | −20 | 9타          | 지은희 유소연                     |
| 11  | 2016년 3월 27일  | 기아 클래식                          | 68-67-67-67=269 | −19 | 4타          | 박인비                            |
| 12  | 2016년 4월 3일   | ANA 인스퍼레이션                     | 70-68-69-69=276 | −12 | 1타          | 전인지 찰리 헐                    |
| 13  | 2016년 6월 26일  | 월마트 NW 아칸소 챔피언십            | 66-62-68=196    | −17 | 3타          | 캔디 쿵 모건 프레슬               |
| 14  | 2016년 7월 17일  | 마라톤 클래식 (2)                    | 68-66-67-69=270 | −14 | 플레이오프   | 에리야 쭈타누깐 이미림            |
| 15  | 2018년 4월 29일  | LPGA 메디힐 챔피언십                 | 68-70-67-71=276 | −12 | 플레이오프   | 이민지                            |
| 16  | 2021년 4월 17일  | 롯데 챔피언십                        | 67-63-65-65=260 | −28 | 7타          | 김세영                            |
| 17  | 2022년 1월 31일  | 게인브릿지LPGA 앳 보카 리오          | 63-70-72-69=274 | −14 | 1타          | 대니엘 강                         |

### LET 우승 (5)
| No. | 날짜            | 대회                                 | 최종 점수       | 파  | 2위와의 차이 | 2위                                           |
| --- | --------------- | ------------------------------------ | --------------- | --- | ------------ | --------------------------------------------- |
| 1   | 2013년 2월 10일 | ISPS 한다 뉴질랜드 위민스 오픈       | 70-68-68=206    | −10 | 1타          | 어밀리아 루이스                               |
| 2   | 2015년 2월 22일 | ISPS 한다 위민스 오스트레일리언 오픈 | 70-70-72-71=283 | −9  | 2타          | 양희영                                        |
| 3   | 2015년 3월 1일  | ISPS 한다 뉴질랜드 위민스 오픈 (2)   | 70-61-71=202    | −14 | 4타          | 해너 그린 (a)                                 |
| 4   | 13 Sep 2015     | 에비앙 챔피언십                      | 69-69-67-63=268 | −16 | 6타          | 렉시 톰슨                                     |
| 5   | 2015년 9월 13일 | ISPS 한다 뉴질랜드 위민스 오픈 (3)   | 69-67-70=206    | −10 | 2타          | 최혜진 (a) 페러시티 존슨 Nanna Koerstz Madsen |

### ALPG 투어 우승 (5)
| No. | 날짜            | 대회                                 | 최종 점수       | 파  | 2위와의 차이 | 2위                                           |
| --- | --------------- | ------------------------------------ | --------------- | --- | ------------ | --------------------------------------------- |
| 1   | 2012년 1월 29일 | 빙리 삼성 위민스 NSW 오픈            | 69-64-69=202    | −14 | 4타          | 베키 모건                                     |
| 2   | 2013년 2월 10일 | ISPS 한다 뉴질랜드 위민스 오픈       | 70-68-68=206    | −10 | 1타          | 어밀리아 루이스                               |
| 3   | 2015년 2월 22일 | ISPS 한다 위민스 오스트레일리언 오픈 | 70-70-72-71=283 | −9  | 2타          | 양희영                                        |
| 4   | 2015년 3월 1일  | ISPS 한다 뉴질랜드 위민스 오픈 (2)   | 70-61-71=202    | −14 | 4타          | 해너 그린 (a)                                 |
| 5   | 2016년 2월 14일 | ISPS 한다 뉴질랜드 위민스 오픈 (3)   | 69-67-70=206    | −10 | 2타          | 펠러시티 존슨 최혜진 (a) Nanna Koerstz Madsen |

### KLPGA 투어 우승 (1)
| No. | 날짜            | 대회                                 | 최종 점수    | 파  | 2위와의 차이 | 2위    |
| --- | --------------- | ------------------------------------ | ------------ | --- | ------------ | ------ |
| 1   | 2013년 12월 8일 | 스위잉 스커츠 월드 레이디스 매스터스 | 68-68-69=205 | −11 | 3타          | 유소연 |

## 가족관계
- 배우자
  - 정준 (2022년 12월 30일 결혼)

## 같이 보기
- 대니 리 - 한국계 뉴질랜드인 남자 골프선수
- 이민지(en:Minjee Lee) - 한국계 오스트레일리아인 여자 골프선수